# Életot
Életot là một xã thuộc tỉnh Seine-Maritime trong vùng Normandie miền bắc nước Pháp.

## Huy hiệu
| Arms of Életot | The arms of Életot are blazoned: Per bend sinister azure and gules, an abbot's crozier Or bendwise sinister between an escallop and a roman vase argent. |

## Dân số
| Năm | 1962 | 1968 | 1975 | 1982 | 1990 | 1999 | 2006 |
| --- | ---- | ---- | ---- | ---- | ---- | ---- | ---- |
| Dân số | 500  | 508  | 516  | 510  | 552  | 537  | 595  |
| From the year 1962 on: No double counting—residents of multiple communes (e.g. students and military personnel) are counted only once. |      |      |      |      |      |      |      |